# Hannes Obermair

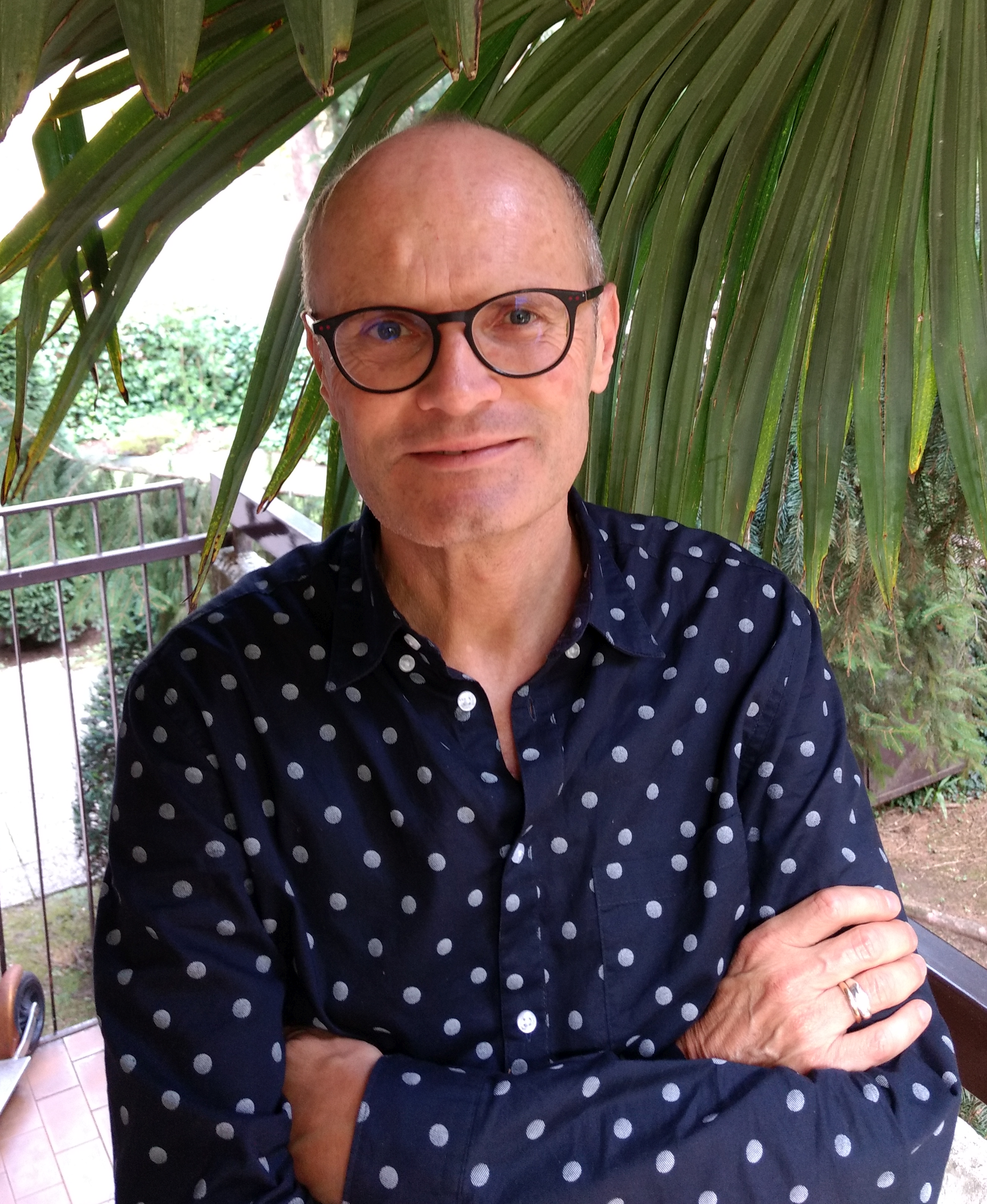
Hannes Obermair

Hannes Obermair (Bolzano, 1961) é um historiador, arquivista e professor italiano.

## Carreira
Completou doutorados em História, Filosofia e Filologia Germânica nas universidades de Innsbruck e Viena, especializando-se em Arquivística, Diplomática e Paleografia no Arquivo de Estado de Bolzano.
É um especialista em história urbana da região tirolesa-trentina pré-moderna. Outras áreas de interesse são história pública, formas de escrita e documentação, editoração e publicação de manuscritos, aculturação e história cultural na passagem da Idade Média para a Idade Moderna. Mais recentemente tem se voltado para a historiografia contemporânea no contexto do fascismo e do nazismo.
Lecionou na Universidade de Innsbruck, foi pesquisador do Arquivo Provincial de Bolzano, dos Museus Estatais da Província de Bolzano, do Instituto Histórico Max Planck e diretor do Arquivo Histórico de Bolzano. Foi um dos fundadores e presidente da Sociedade Geschichte und Region / Storia e regione, e é pesquisador residente sênior no centro de pesquisa de Bolzano Eurac Research.
Deu importante contribuição para as atividades do Arquivo Provincial e do Arquivo Histórico e para a historiografia e memória do Alto Ádige e sobretudo da cidade de Bolzano. Tem extensa bibliografia publicada, destacando-se:
- Blicke von aussen – Blicke von innen. Pater Ambros Trafojer (1891–1974) fotografiert im und ums Kloster Muri-Gries in Bozen (Murensia, vol. 12), Zurique, 2024
- Camicie nere in Alto Adige (1921–1928), 2023, com Maurizio Ferrandi
- Die Zeit dazwischen. Südtirol 1918–1922: Vom Ende des Ersten Weltkrieges bis zum faschistischen Regime / Il tempo sospeso. L'Alto Adige nel periodo tra la fine della Grande Guerra e l'ascesa del fascismo (1918–1922), 2020, com Ulrike Kindl
- Mythen der Diktaturen. Kunst in Faschismus und Nationalsozialismus / Miti delle dittature. Arte nel fascismo e nazionalsocialismo, 2019, com Carl Kraus
- A Land on the Threshold. South Tyrolean Transformations, 1915–2015, 2017, com Georg Grote
- Communities and Conflicts in the Alps from the Late Middle Ages to Early Modernity, 2015, com Marco Bellabarba e Hitomi Sato
- Tiroler Urkundenbuch II/1–2: Die Urkunden zur Geschichte des Inn-, Eisack- und Pustertals, 2 volumes, 2009–2012, com Martin Bitschnau
- Zur Ökonomie einer ländlichen Pfarrgemeinde im Spätmittelalter. Das Rechnungsbuch der Marienpfarrkirche Gries (Bozen) von 1422 bis 1440, 2011, com Volker Stamm
- Bolzano 1850–1950 (Archivbilder), 2 volumes, 2009-2010
- Universitas est. Essays und Dokumente zur Bildungsgeschichte in Tirol/Südtirol, 2008, com Hans Karl Peterlini
- Bozen Süd – Bolzano Nord. Schriftlichkeit und urkundliche Überlieferung der Stadt Bozen bis 1500 / Scritturalità e documentazione archivistica della città di Bolzano fino al 1500, 2 volumes, 2005–2008

## Monumentos fascistas de Bolzano

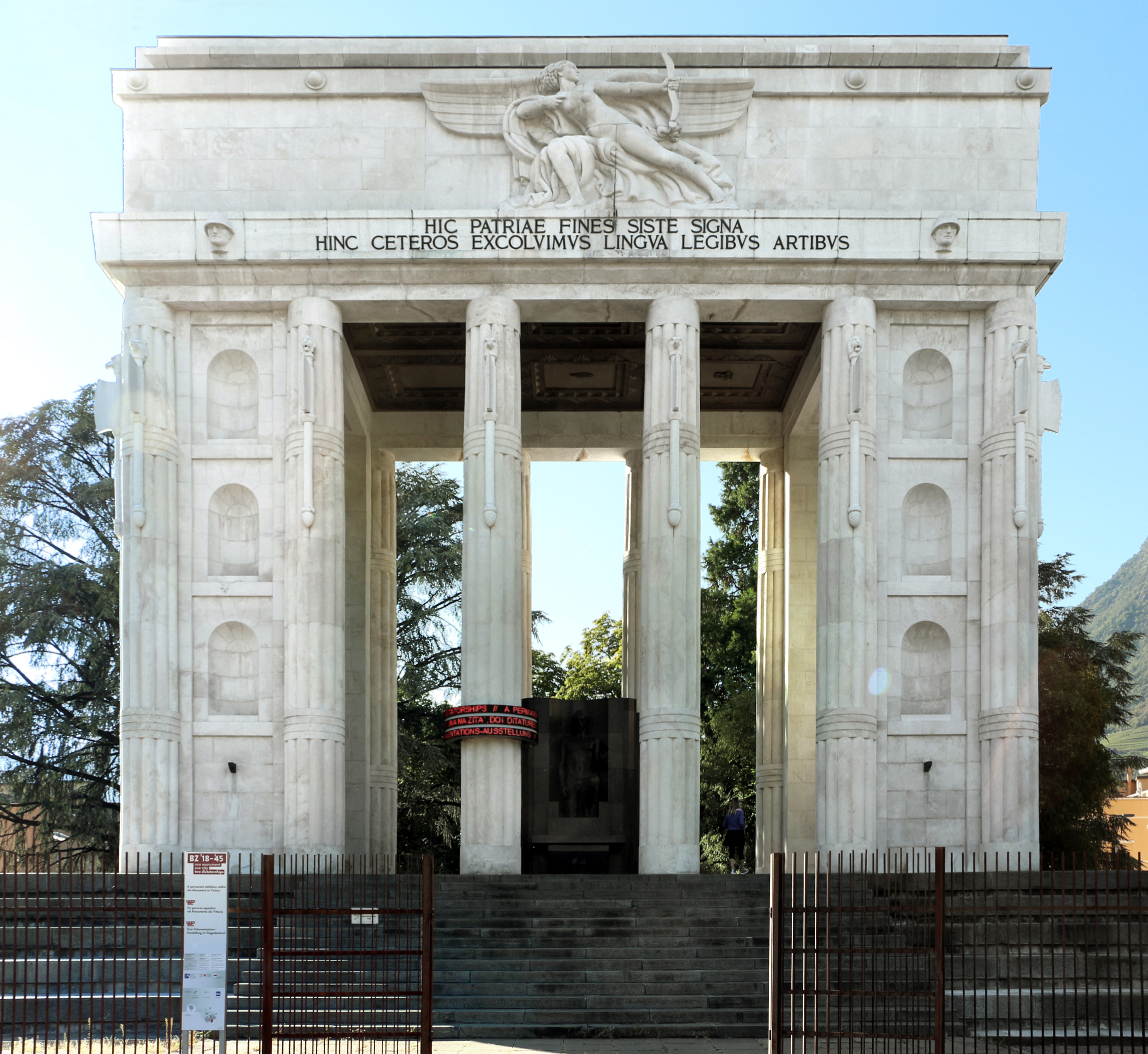
O Monumento da Vitória. Na coluna da esquerda, a intervenção recente

Obermair desempenhou um papel de liderança na contextualização histórica de dois importantes monumentos fascistas de Bolzano, o Monumento da Vitória e o relevo de Hans Piffrader na antiga Casa do Fascio, de grande significado simbólico para a região. A província de Bolzano fala majoritariamente a língua alemã e antigamente fazia parte do Império Austro-Húngaro, mas após a I Guerra Mundial a região foi entregue à Itália, sendo submetida a uma intensa campanha de italianização sob o regime de Benito Mussolini, o que incluiu a construção desses monumentos, que glorificavam a ideologia fascista e a suposta superioridade da civilização latina. Nesse processo muitos italianos passaram a residir em Bolzano, a maior cidade do Alto Ádige, sendo atualmente maioria. Depois da queda do fascismo, os monumentos permaneceram como fonte de disputas e controvérsia. Segundo Andrea di Michele, professor da Universidade de Bolzano, "para os falantes de alemão, eram um símbolo do processo de italianização fascista que tentou aniquilar sua cultura e língua. Eles queriam que os monumentos fossem derrubados. Enquanto os italianos, agora maioria em Bolzano, mas cercados por uma Província predominantemente de língua alemã, se apegaram ao Monumento da Vitória em particular como um símbolo não do fascismo, mas de sua identidade italiana na região". Outros o viam como uma homenagem aos italianos caídos na Guerra. O monumento foi vandalizado várias vezes e uma cerca foi levantada em seu redor. Durante décadas foi o centro focal de comícios, deposição de coroas, atentados e discursos patrióticos inflamados, e tanto o monumento como o relevo se tornaram ponto de encontro para marchas de grupos rivais de extrema direita de língua italiana e alemã.

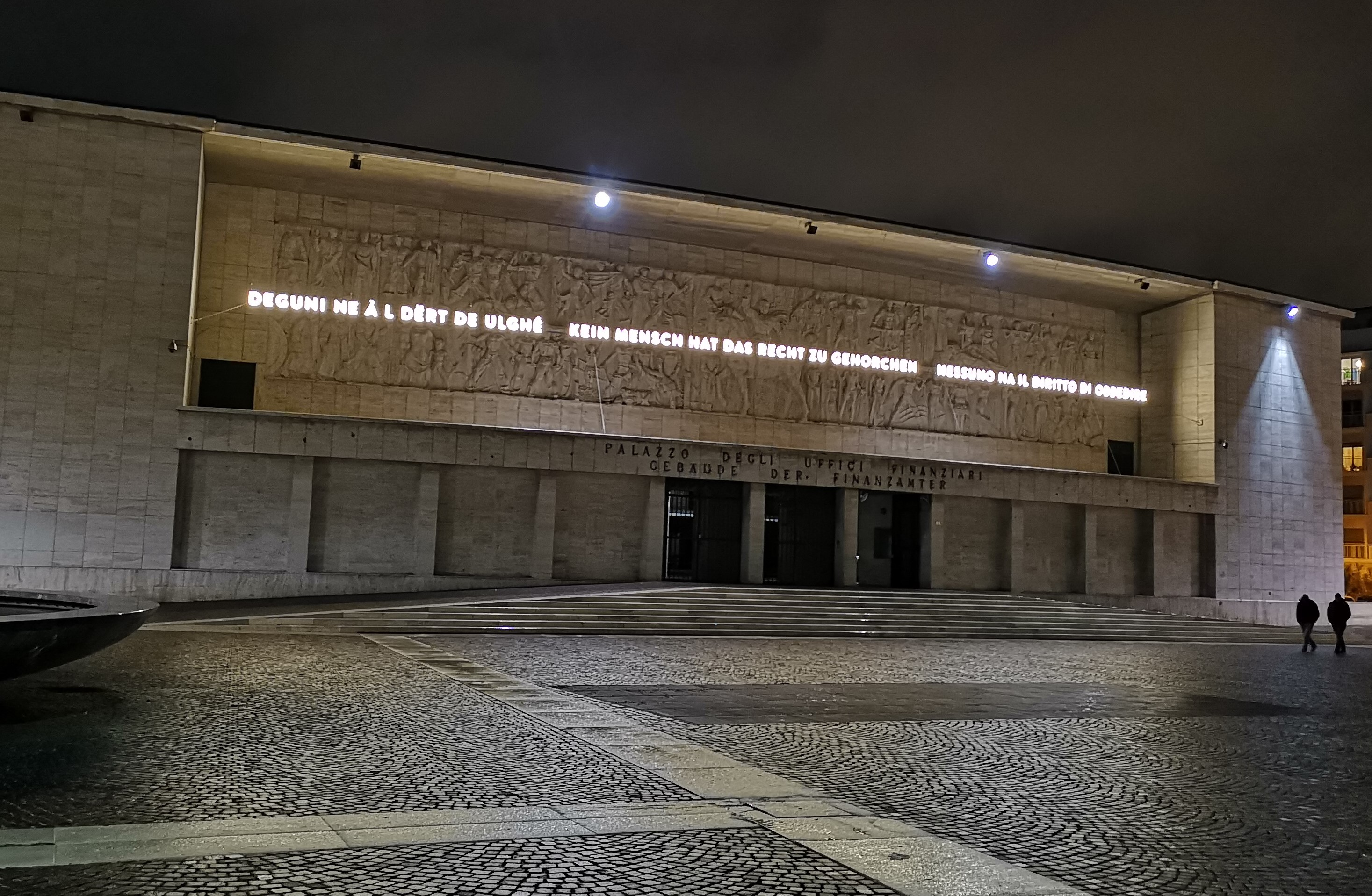
O relevo na antiga Casa do Fascio com o letreiro luminoso

Em 2014 os governos da Itália, da Província e da Cidade convocaram um grupo de intelectuais para tentar resolver esse problema que dividia a comunidade. Mas além de produzirem conflitos, os monumentos documentam uma importante fase histórica da região e têm uma elevada qualidade estética, e o Monumento da Vitória em particular foi o primeiro monumento fascista a ser construído na Itália, aspectos que complicavam a questão. Nas palavras de Obermair, "se você remover os monumentos, você remove as evidências e evita lidar com as camadas complexas de história e identidade que impulsionam essa disputa. Alternativamente, manter os monumentos sem desafiá-los simplesmente normaliza sua retórica fascista". Como forma de conciliação foi decidido manter os monumentos, mas foi concebida uma nova cenografia para deixar explicitado o contexto ideológico em que foram criados. Uma das colunas do Monumento da Vitória foi circundada com um anel luminoso onde se lê a frase de Hannah Arendt Ninguém tem o direito de obedecer, ao redor da construção foram instaladas luzes vermelhas e na cripta foi criado um museu documentando a turbulenta história recente da cidade e da região e explorando o debate que se formou em torno dessa obra. Já no relevo de Hans Piffrader foi instalado um luminoso que passa por toda sua extensão com a mesma frase, e na praça defronte foi instalado um painel informativo. Segundo reportagem de Alex Sakalis para a BBC, "as intervenções artísticas foram um enorme sucesso, elogiadas por políticos e membros da sociedade civil de ambas as comunidades", e disse Obermair que as manifestações da extrema direita pararam de acontecer junto aos monumentos: "Nós destruímos seus brinquedos, por assim dizer. [...] A ideia básica, de que não devemos destruir monumentos, mas transformá-los radicalmente, é poderosa. Isso fornece à população ferramentas para refletir sobre a história, questionar ideologias e analisar criticamente o ambiente construído ao seu redor". Membros dos movimentos direitistas protestaram, ao que Obermair respondeu: "A resistência da direita é uma confirmação de que tomamos o caminho certo".

## Distinções
É sócio da Royal Historical Society de Londres, membro honorário da Accademia Roveretana degli Agiati e da Sociedade Trentina de Estudos Históricos, membro do Conselho Editorial das revistas Studi Trentini e Geschichte und Region/Storia e Regione, um dos diretores da revista Studi di storia medievale e diplomatica e do Comitê Italiano para Estudos e Edição de Fontes Normativas, conselheiro da Sociedade De Statutis da Universidade de Bolonha, membro da Warwick Network for Parish Research da Universidade de Warwick e consultor científico dos Museus Estatais da Província de Bolzano.

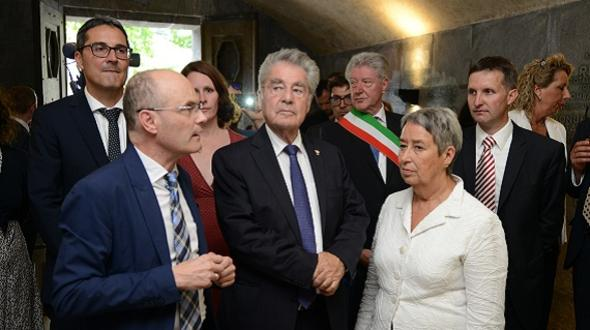
Hannes Obermair, em primeiro plano à esquerda, recebe o presidente da Áustria Heinz Fischer e sua esposa Margit Fischer na exposição permanente do museu da cripta do Monumento da Vitória

Foi co-curador da exposição permanente no museu do Monumento da Vitória, intitulada BZ '18-'45: ein Denkmal, eine Stadt, zwei Diktaturen (Bolzano 1918-1945: um monumento, uma cidade, duas ditaduras), que recebeu menção especial no Prêmio Museu Europeu do Ano de 2016, por desenvolver "um aspecto novo e inovador de seu serviço público e com o qual outros museus europeus podem aprender".
Ao demitir-se da direção do Arquivo Histórico de Bolzano em 2017 três conselheiros provinciais e um conselheiro municipal publicaram carta aberta protestando pela perda que isso significava para a história e a cultura local e provincial, acrescentando que "o reconhecido medievalista deu ao Arquivo Histórico de Bolzano um grande perfil científico e público e contribuiu para enriquecer consideravelmente a política cultural não só da cidade. O seu empenho qualificado e decisivo em prol de uma cultura de memória pública em Bolzano levou a importantes mudanças: foi um dos pilares e criador da transformação do Monumento da Vitória em lugar de memória; como pioneiro e promotor de uma cultura de memória europeia em Bolzano, Obermair demonstrou um extraordinário compromisso público".

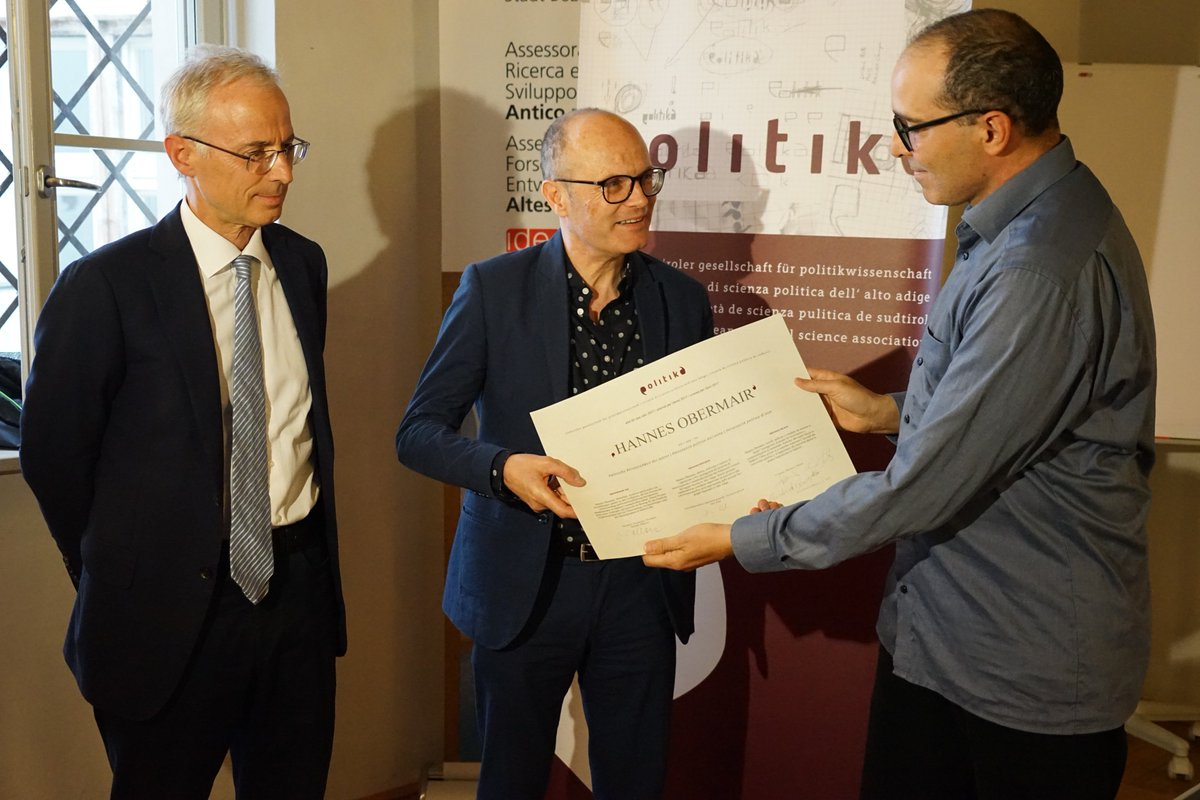
Obermair ao centro recebendo o Prêmio Personalidade Política do Ano

Em 2018 recebeu o Prêmio Personalidade Política do Ano da Sociedade de Ciência Política do Alto Ádige pela sua atuação na questão dos monumentos. Em nota oficial a sociedade declarou: 
"O historiador Hannes Obermair é uma personalidade que tem uma ligação com o Alto Adige e se destacou por realizações especiais no campo da política educacional. [...] Ele está entre os protagonistas mais relevantes do processo com o qual pretendemos mudar a percepção dos monumentos fascistas no Alto Ádige. [...] Graças a ele e ao trabalho de outros que estiveram envolvidos na historicização dos monumentos fascistas, esses monumentos — muitas vezes um obstáculo nas relações sociais — são agora memoriais e lugares de encontro e podem ser percebidos como tal para o processamento do passado e a criação de um futuro comum. A contextualização dos monumentos históricos, que representavam a causa e o objeto de disputas, é uma contribuição essencial e inovadora para a convivência pacífica e a superação das tensões entre os grupos linguísticos do sul do Tirol. [...] O prêmio para Hannes Obermair não é apenas um reconhecimento do seu trabalho, mas também um incentivo para continuar neste trabalho tão importante para a sociedade do Alto Ádige".